# Sint-Truidense VV in het seizoen 2011/12
Sint-Truiden kwam in het seizoen 2011/12 uit in de Belgische Eerste Klasse. In het voorbije seizoen eindigde Sint-Truiden op de twaalfde plaats in het eindklassement. Ditmaal eindigden de Truienaren op de laatste plaats. In de play-offs kon de degradatie niet vermeden worden.

## Overzicht
Op 23 juni 2011, ruim een maand voor de start van het nieuwe seizoen, raakte bekend dat Roland Duchâtelet, de voorzitter van STVV, Standard Luik had overkocht voor 41 miljoen euro. Echter, in het reglement van de Koninklijke Belgische Voetbalbond staat dat een persoon niet tegelijk lid kan zijn van de raad van bestuur van twee verschillende clubs. Duchâtelet was zich hiervan bewust en liet meteen weten zijn functie bij Sint-Truiden neer te leggen. In een communiqué liet hij weten binnen de zes maanden een nieuwe voorzitter voor de club te willen vinden. Op 13 juli werd op een persconferentie bekendgemaakt dat Benoit Morrenne de scepter overnam van Roland Duchâtelet. Hij sprak meteen zijn ambitie uit: van STVV een stabiele subtopper maken. Ook de jeugd moet kansen blijven krijgen, aldus Morrenne.
In de eerste weken van zijn bestuur, bleven de resultaten uit. Uit de eerste vijf wedstrijden wist STVV slechts één punt te sprokkelen, thuis tegen Club Brugge. Op 29 augustus moest trainer Guido Brepoels het gelag van de slechte resultaten met zijn job bekopen, tot grote verontwaardiging van de supporters. Brepoels was drie jaar aan de slag bij Sint-Truiden en leidde de club na de titel in Tweede Klasse naar Play-off I in het seizoen 2009-10. Hulptrainer Peter Voets nam voorlopig de taken van Brepoels over, tot 2 september, toen Franky Van der Elst Brepoels opvolgde als hoofdcoach van Sint-Truiden.
Ook onder het zeggenschap van Franky Van der Elst kon Sint-Truiden geen potten breken. STVV bengelde het hele seizoen onderaan het klassement, en eindigde dan ook logisch als laatste aan het einde van de reguliere competitie. In Play-off III tegen KVC Westerlo kon de Limburgse club nooit aanspraak maken op de winst. Sint-Truiden degradeerde zo opnieuw naar Tweede Klasse.

## Ploegsamenstelling
| Nr. | Naam                  | Positie      | Nationaliteit | Geboortedatum     |
| --- | --------------------- | ------------ | ------------- | ----------------- |
| 1   | Mark Volders          | Doelman      | België        | 13 april 1977     |
| 2   | Wim Mennes            | Middenvelder | België        | 25 januari 1977   |
| 3   | Vincent Euvrard       | Verdediger   | België        | 12 maart 1982     |
| 4   | Yannick Rymenants     | Verdediger   | België        | 31 januari 1989   |
| 5   | Pierre-Yves Ngawa     | Verdediger   | België        | 9 februari 1992   |
| 6   | Ludovic Buysens       | Verdediger   | België        | 13 maart 1986     |
| 7   | Grégory Dufer         | Middenvelder | België        | 19 december 1981  |
| 8   | Alessandro Iandoli    | Verdediger   | Italië        | 29 april 1984     |
| 9   | Jordan Garcia-Calvete | Middenvelder | België        | 6 mei 1992        |
| 10  | Bruno Andrade         | Aanvaller    | Brazilië      | 2 maart 1989      |
| 11  | Carlo Evertz          | Aanvaller    | België        | 1 augustus 1990   |
| 12  | Thomas Chatelle       | Middenvelder | België        | 31 maart 1981     |
| 13  | Sascha Kotysch        | Verdediger   | Duitsland     | 2 oktober 1988    |
| 14  | Dimitri Daeseleire    | Verdediger   | België        | 18 mei 1990       |
| 15  | Kevin Taelemans       | Verdediger   | België        | 27 mei 1987       |
| 16  | Rob Schoofs           | Middenvelder | België        | 23 maart 1994     |
| 17  | Peter Delorge         | Middenvelder | België        | 19 april 1980     |
| 18  | Nils Schouterden      | Middenvelder | België        | 14 december 1988  |
| 19  | Giuseppe Rossini      | Aanvaller    | België        | 23 augustus 1986  |
| 20  | Ondřej Smetana        | Aanvaller    | Tsjechië      | 4 september 1982  |
| 21  | Christophe Bertjens   | Middenvelder | België        | 5 januari 1993    |
| 22  | Grégory Christ        | Middenvelder | Frankrijk     | 4 oktober 1982    |
| 23  | Rubin Okotie          | Aanvaller    | Oostenrijk    | 6 juni 1987       |
| 24  | Giel Deferm           | Verdediger   | België        | 30 juni 1988      |
| 25  | Bram Castro           | Doelman      | België        | 30 september 1982 |
| 26  | Dylan Vanwelkenhuysen | Aanvaller    | België        | 20 januari 1992   |
| 28  | Reza Ghoochannejhad   | Aanvaller    | Iran          | 20 september 1987 |

### Trainersstaf
- Guido Brepoels (hoofdcoach tot augustus 2011)
- Franky Van der Elst (hoofdcoach vanaf september 2011)

### Transfers
| - Bruno Andrade (Helmond Sport) - Jeroen Appeltans (einde huur aan KSC Grimbergen) - Thomas Chatelle (geleend van RSC Anderlecht) - Grégory Christ (einde huur aan Panthrakikos) - Dimitri Daeseleire (KRC Genk) - Jordan Garcia-Calvete (geleend van RSC Anderlecht) - Reza Ghoochannejhad (SC Cambuur) - Alessandro Iandoli (KAS Eupen) - Benoit Masset (einde huur aan KSC Grimbergen) - Dolly Menga (geleend van Standard Luik) - Rubin Okotie (geleend van 1. FC Nürnberg) - Giuseppe Rossini (geleend van SV Zulte Waregem) - Ondřej Smetana (FC Slovan Liberec) - Kevin Taelemans (Tempo Overijse) - Hendrik Van Crombrugge (Standard Luik) | - Laurent Henkinet (Standard Luik) - Manasseh Ishiaku (einde huur 1. FC Köln) - Andréa Mbuyi-Mutombo (einde huur Standard Luik) - Denis Odoi (RSC Anderlecht) - Hervé Anselme Ndjana Onana (Waasland-Beveren) - Ibrahima Sidibe (Beerschot AC) - Tibor Tisza (einde huur Újpest FC) - Sven Van Der Jeugt (einde contract) - Marc Wagemakers (einde contract) - Jeroen Appeltans (Herk-de-Stad FC) - Benoit Masset (RCS Verviers) |

## Oefenwedstrijden
|                                     |                    |       |              |  |
| Zaterdag 18 juni 2011, 19:00 uur    | Herk-de-Stad FC    | 1 - 4 | Sint-Truiden |  |
|                                     |                    |       |              |  |
|                                     |                    |       |              |  |
| Zondag 19 juni 2011, 16:00 uur      | Herk Sport Hasselt | 0 - 4 | Sint-Truiden |  |
|                                     |                    |       |              |  |
|                                     |                    |       |              |  |
| Zaterdag 25 juni 2011, 19:00 uur    | KSK Tongeren       | 0 - 5 | Sint-Truiden |  |
|                                     |                    |       |              |  |
|                                     |                    |       |              |  |
| Dinsdag 28 juni 2011, 19:00 uur     | Cercle Brugge      | 0 - 1 | Sint-Truiden |  |
|                                     |                    |       |              |  |
|                                     |                    |       |              |  |
| Zaterdag 9 juli 2011, 18:00 uur     | Helmond Sport      | 0 - 0 | Sint-Truiden |  |
|                                     |                    |       |              |  |
|                                     |                    |       |              |  |
| Woensdag 13 juli 2011, 19:30 uur    | Waasland-Beveren   | 1 - 0 | Sint-Truiden |  |
|                                     |                    |       |              |  |
|                                     |                    |       |              |  |
| Zondag 17 juli 2011, 16:00 uur      | Beerschot AC       | 3 - 2 | Sint-Truiden |  |
|                                     |                    |       |              |  |
|                                     |                    |       |              |  |
| Woensdag 20 juli 2011, 19:30 uur    | Sint-Truiden       | 1 - 1 | SK Lierse    |  |
|                                     |                    |       |              |  |
|                                     |                    |       |              |  |
| Vrijdag 22 juli 2011, 18:30 uur     | MVV Maastricht     | 3 - 0 | Sint-Truiden |  |
|                                     |                    |       |              |  |
|                                     |                    |       |              |  |
| Woensdag 9 november 2011, 19:30 uur | Sint-Truiden       | 2 - 1 | KVK Tienen   |  |
|                                     |                    |       |              |  |
|                                     |                    |       |              |  |
| Zaterdag 7 januari 2012, 18:00 uur  | KM Torhout         | 1 - 1 | Sint-Truiden |  |
|                                     |                    |       |              |  |
|                                     |                    |       |              |  |
| Zondag 8 januari 2012, 17:00 uur    | KSC Blankenberge   | 0 - 1 | Sint-Truiden |  |
|                                     |                    |       |              |  |
|                                     |                    |       |              |  |
| Zaterdag 12 mei 2012, 18:00 uur     | Sint-Truiden       | 5 - 2 | KVK Tienen   |  |
|                                     |                    |       |              |  |

## Eerste Klasse

### Reguliere competitie

#### Wedstrijden
| | |       | | |
| Zaterdag 30 juli 2011, 20:00 uur                                                                                           | KV Mechelen | 2 - 1 | Sint-Truiden | |
| Achter de Kazerne, Mechelen Toeschouwers: 10.500 Scheidsrechter: Christophe Delacour Speeldag 1 Eerste Klasse 2011-12      | Xavier Chen 59' Boris Pandža 68' Julien Gorius 85' |       | 41' Ludovic Buysens 71' Grégory Dufer | Opstelling Sint-Truiden: Bram Castro, Wim Mennes, Vincent Euvrard, Ludovic Buysens, Dimitri Daeseleire, Peter Delorge, Grégory Dufer, Alessandro Iandoli, Giel Deferm, Nils Schouterden, Reza Ghoochannejhad Wissels Sint-Truiden: 78' Nils Schouterden Ondřej Smetana 89' Dimitri Daeseleire Sascha Kotysch                                                          |
| | |       | | |
| Zondag 7 augustus 2011, 20:30 uur                                                                                          | Sint-Truiden | 3 - 3 | Club Brugge | |
| Stayen, Sint-Truiden Toeschouwers: 9.156 Scheidsrechter: Sébastien Delferière Speeldag 2 Eerste Klasse 2011-12             | Reza Ghoochannejhad 64' Nils Schouterden 66' Dimitri Daeseleire 69' Grégory Dufer 90+6'                                                                                     |       | 12' Lior Refaelov 14' Maxime Lestienne 45+1' Lior Refaelov 87' Niki Zimling 90+3' Colin Coosemans                                                                    | Opstelling Sint-Truiden: Bram Castro, Vincent Euvrard, Alessandro Iandoli, Sascha Kotysch, Dimitri Daeseleire, Wim Mennes, Peter Delorge, Grégory Dufer, Grégory Christ, Nils Schouterden, Reza Ghoochannejhad Wissels Sint-Truiden: 60' Wim Mennes Giel Deferm 76' Grégory Christ Rob Schoofs 87' Alessandro Iandoli Ondřej Smetana                                  |
| | |       | | |
| Zaterdag 13 augustus 2011, 20:00 uur                                                                                       | RAEC Bergen | 4 - 2 | Sint-Truiden | |
| Stade Charles Tondreau, Bergen Toeschouwers: 8.500 Scheidsrechter: Jurgen Brinckman Speeldag 3 Eerste Klasse 2011-12       | Tim Matthys 29' Jérémy Perbet (pen.) 40' Jérémy Perbet 49' Pieterjan Monteyne 70' Jérémy Perbet 79'                                                                         |       | 22' (own) Wim Mennes 40' Bram Castro 42' Ludovic Buysens 47' Ludovic Buysens 58' Reza Ghoochannejhad 63' Vincent Euvrard 71' Giel Deferm 90' Peter Delorge           | Opstelling Sint-Truiden: Bram Castro, Vincent Euvrard, Alessandro Iandoli, Ludovic Buysens, Sascha Kotysch, Wim Mennes, Peter Delorge, Grégory Dufer, Grégory Christ, Nils Schouterden, Reza Ghoochannejhad Wissels Sint-Truiden: 46' Wim Mennes Rubin Okotie 46' Grégory Christ Giel Deferm 79' Ludovic Buysens Rob Schoofs                                          |
| | |       | | |
| Zaterdag 20 augustus 2011, 20:00 uur                                                                                       | Sint-Truiden | 0 - 2 | KSC Lokeren | |
| Stayen, Sint-Truiden Toeschouwers: 6.822 Scheidsrechter: Jonathan Lardot Speeldag 4 Eerste Klasse 2011-12                  | Vincent Euvrard 36' Rubin Okotie 74' |       | 6' Mijat Marić 32' Nill De Pauw 62' Killian Overmeire 83' Jérémy Taravel 84' Mijat Marić 90+4' (pen.) Mijat Marić                                                    | Opstelling Sint-Truiden: Bram Castro, Vincent Euvrard, Alessandro Iandoli, Sascha Kotysch, Pierre-Yves Ngawa, Peter Delorge, Grégory Dufer, Giel Deferm, Nils Schouterden, Reza Ghoochannejhad, Rubin Okotie Wissels Sint-Truiden: 46' Peter Delorge Grégory Christ 57' Sascha Kotysch Ludovic Buysens 80' Pierre-Yves Ngawa Ondřej Smetana                           |
| | |       | | |
| Zaterdag 27 augustus 2011, 20:00 uur                                                                                       | KV Kortrijk | 4 - 0 | Sint-Truiden | |
| Guldensporenstadion, Kortrijk Toeschouwers: 6.270 Scheidsrechter: Sébastien Delferière Speeldag 5 Eerste Klasse 2011-12    | Ernest Nfor 27' Nebojša Pavlović 49' Dalibor Veselinović (pen.) 55' Ernest Nfor 68' Mohamed Messoudi 85'                                                                    |       | 80' Wim Mennes | Opstelling Sint-Truiden: Bram Castro, Vincent Euvrard, Alessandro Iandoli, Ludovic Buysens, Pierre-Yves Ngawa, Wim Mennes, Dimitri Daeseleire, Nils Schouterden, Reza Ghoochannejhad, Giel Deferm, Christophe Bertjens Wissels Sint-Truiden: 32' Ludovic Buysens Kevin Taelemans 56' Dimitri Daeseleire Grégory Dufer 58' Christophe Bertjens Ondřej Smetana          |
| | |       | | |
| Vrijdag 9 september 2011, 20:30 uur                                                                                        | Sint-Truiden | 3 - 4 | KRC Genk | |
| Stayen, Sint-Truiden Toeschouwers: 10.165 Scheidsrechter: Jérôme Efong Nzolo Speeldag 6 Eerste Klasse 2011-12              | Reza Ghoochannejhad 26' Wim Mennes 27' Grégory Christ 75' Sascha Kotysch 81' Sascha Kotysch 85' Koen Daerden 90'                                                            |       | 27' Thomas Buffel 48' Thomas Buffel 68' Jelle Vossen 86' Dániel Tőzsér 90' Daniel Pudil 90+2' László Köteles                                                         | Opstelling Sint-Truiden: Hendrik Van Crombrugge, Dimitri Daeseleire, Vincent Euvrard, Sascha Kotysch, Alessandro Iandoli, Grégory Dufer, Grégory Christ, Wim Mennes, Peter Delorge, Nils Schouterden, Reza Ghoochannejhad Wissels Sint-Truiden: 53' Giel Deferm Koen Daerden 60' Dimitri Daeseleire Ondřej Smetana 60' Grégory Christ Kevin Taelemans                 |
| | |       | | |
| Zaterdag 17 september 2011, 20:00 uur                                                                                      | KVC Westerlo | 2 - 0 | Sint-Truiden | |
| 't Kuipje, Westerlo Toeschouwers: 4.500 Scheidsrechter: Peter Vervecken Speeldag 7 Eerste Klasse 2011-12                   | Lens Annab 26' Stef Wils 38' Shlomi Arbeitman 50' Shlomi Arbeitman 68' |       | 42' Sascha Kotysch | Opstelling Sint-Truiden: Davino Verhulst, Vincent Euvrard, Alessandro Iandoli, Sascha Kotysch, Pierre-Yves Ngawa, Grégory Christ, Koen Daerden, Grégory Dufer, Giel Deferm, Nils Schouterden, Reza Ghoochannejhad Wissels Sint-Truiden: 46' Sascha Kotysch Kevin Taelemans 65' Nils Schouterden Ondřej Smetana 75' Pierre-Yves Ngawa Jordan Garcia-Calvete            |
| | |       | | |
| Zaterdag 24 september 2011, 20:00 uur                                                                                      | Sint-Truiden | 3 - 4 | AA Gent | |
| Stayen, Sint-Truiden Toeschouwers: 7.618 Scheidsrechter: Ed Janssen (Nederland) Speeldag 8 Eerste Klasse 2011-12           | Reza Ghoochannejhad 21' Grégory Dufer 24' Reza Ghoochannejhad 36' Sascha Kotysch (own) 58' Reza Ghoochannejhad 60' Vincent Euvrard 67' Nils Schouterden 89' Bram Castro 90' |       | 46' Jesper Jørgensen 60' Bernd Thijs 62' Jesper Jørgensen 66' Christian Brüls 90+2' (pen.) Bernd Thijs                                                               | Opstelling Sint-Truiden: Bram Castro, Vincent Euvrard, Alessandro Iandoli, Sascha Kotysch, Pierre-Yves Ngawa, Grégory Christ, Koen Daerden, Grégory Dufer, Wim Mennes, Nils Schouterden, Reza Ghoochannejhad Wissels Sint-Truiden: 79' Grégory Christ Kevin Taelemans 90' Koen Daerden Davino Verhulst                                                                |
| | |       | | |
| Zaterdag 1 oktober 2011, 20:00 uur                                                                                         | Cercle Brugge | 2 - 2 | Sint-Truiden | |
| Jan Breydelstadion, Brugge Toeschouwers: 6.155 Scheidsrechter: Gerd Bylois Speeldag 9 Eerste Klasse 2011-12                | Nuno Reis 71' Hans Cornelis 72' Hans Cornelis 79' Amido Baldé 88' Nuno Reis (own) 89'                                                                                       |       | 22' Reza Ghoochannejhad 33' Wim Mennes 40' Vincent Euvrard 44' Grégory Dufer 56' Koen Daerden 70' Koen Daerden 75' Nils Schouterden                                  | Opstelling Sint-Truiden: Bram Castro, Vincent Euvrard, Alessandro Iandoli, Sascha Kotysch, Pierre-Yves Ngawa, Grégory Christ, Koen Daerden, Grégory Dufer, Wim Mennes, Nils Schouterden, Reza Ghoochannejhad Wissels Sint-Truiden: 65' Pierre-Yves Ngawa Dimitri Daeseleire 74' Grégory Christ Kevin Taelemans 84' Grégory Dufer Christophe Bertjens                  |
| | |       | | |
| Zaterdag 15 oktober 2011, 20:00 uur                                                                                        | Sint-Truiden | 2 - 4 | Beerschot AC | |
| Stayen, Sint-Truiden Toeschouwers: 8.286 Scheidsrechter: Laurent Colemonts Speeldag 10 Eerste Klasse 2011-12               | Wim Mennes 15' Grégory Dufer 21' Sascha Kotysch 39' Reza Ghoochannejhad (pen.) 64' Rubin Okotie 89'                                                                         |       | 37' Hernan Losada 54' Hernan Losada 59' Arnor Angeli 60' Hernan Losada 69' Ibrahima Sidibe 77' Tomislav Mikulić 86' Wim De Decker 90+4' Adnan Čustović               | Opstelling Sint-Truiden: Davino Verhulst, Ludovic Buysens, Vincent Euvrard, Alessandro Iandoli, Sascha Kotysch, Pierre-Yves Ngawa, Grégory Christ, Grégory Dufer, Wim Mennes, Nils Schouterden, Reza Ghoochannejhad Wissels Sint-Truiden: 73' Grégory Dufer Rubin Okotie 85' Sascha Kotysch Jordan Garcia-Calvete                                                     |
| | |       | | |
| Zaterdag 22 oktober 2011, 20:00 uur                                                                                        | SK Lierse | 0 - 2 | Sint-Truiden | |
| Herman Vanderpoortenstadion, Lier Toeschouwers: 9.000 Scheidsrechter: Christof Dierick Speeldag 11 Eerste Klasse 2011-12   | Boban Grnčarov 18' Kenny Thompson 41' Mohamed El-Gabas 62' |       | 1' Vincent Euvrard 2' Koen Daerden 21' Pierre-Yves Ngawa 37' Davino Verhulst 58' Nils Schouterden 71' Sascha Kotysch 80' (pen.) Reza Ghoochannejhad 86' Koen Daerden | Opstelling Sint-Truiden: Davino Verhulst, Ludovic Buysens, Vincent Euvrard, Alessandro Iandoli, Sascha Kotysch, Pierre-Yves Ngawa, Grégory Christ, Koen Daerden, Wim Mennes, Nils Schouterden, Reza Ghoochannejhad Wissels Sint-Truiden: 60' Nils Schouterden Grégory Dufer 77' Sascha Kotysch Jordan Garcia-Calvete 88' Reza Ghoochannejhad Christophe Bertjens      |
| | |       | | |
| Zondag 30 oktober 2011, 20:30 uur                                                                                          | Sint-Truiden | 1 - 1 | Standard Luik | |
| Stayen, Sint-Truiden Toeschouwers: 10.170 Scheidsrechter: Alexandre Boucaut Speeldag 12 Eerste Klasse 2011-12              | Reza Ghoochannejhad 49' Alessandro Iandoli 64' |       | 55' Ignacio González 69' Mohamed Tchité 90' Jelle Van Damme | Opstelling Sint-Truiden: Davino Verhulst, Ludovic Buysens, Alessandro Iandoli, Sascha Kotysch, Pierre-Yves Ngawa, Koen Daerden, Peter Delorge, Grégory Dufer, Wim Mennes, Nils Schouterden, Reza Ghoochannejhad Wissels Sint-Truiden: 76' Peter Delorge Rubin Okotie 90' Nils Schouterden Christophe Bertjens                                                         |
| | |       | | |
| Zaterdag 5 november 2011, 20:00 uur                                                                                        | SV Zulte Waregem | 0 - 0 | Sint-Truiden | |
| Regenboogstadion, Waregem Toeschouwers: 6.541 Scheidsrechter: Wim Smet Speeldag 13 Eerste Klasse 2011-12                   | Steve Colpaert 42' |       | 14' Nils Schouterden 88' Rubin Okotie | Opstelling Sint-Truiden: Davino Verhulst, Ludovic Buysens, Vincent Euvrard, Alessandro Iandoli, Sascha Kotysch, Pierre-Yves Ngawa, Koen Daerden, Grégory Dufer, Wim Mennes, Nils Schouterden, Reza Ghoochannejhad Wissels Sint-Truiden: 57' Pierre-Yves Ngawa Rubin Okotie 62' Sascha Kotysch Peter Delorge 89' Reza Ghoochannejhad Dimitri Daeseleire                |
| | |       | | |
| Zondag 20 november 2011, 18:00 uur                                                                                         | RSC Anderlecht | 3 - 1 | Sint-Truiden | |
| Constant Vanden Stockstadion, Anderlecht Toeschouwers: 22.215 Scheidsrechter: Sam Loeman Speeldag 14 Eerste Klasse 2011-12 | Marcin Wasilewski 14' Matías Suárez 32' Matías Suárez 41' Matías Suárez 57'                                                                                                 |       | 13' Koen Daerden 17' Pierre-Yves Ngawa 43' Sascha Kotysch 84' Grégory Dufer                                                                                          | Opstelling Sint-Truiden: Davino Verhulst, Ludovic Buysens, Vincent Euvrard, Alessandro Iandoli, Sascha Kotysch, Pierre-Yves Ngawa, Koen Daerden, Grégory Dufer, Wim Mennes, Nils Schouterden, Reza Ghoochannejhad Wissels Sint-Truiden: 23' Pierre-Yves Ngawa Dimitri Daeseleire 46' Sascha Kotysch Rubin Okotie 79' Koen Daerden Jordan Garcia-Calvete               |
| | |       | | |
| Zaterdag 26 november 2011, 20:00 uur                                                                                       | Sint-Truiden | 2 - 1 | Oud-Heverlee Leuven | |
| Stayen, Sint-Truiden Toeschouwers: 9.623 Scheidsrechter: Christophe Delacour Speeldag 15 Eerste Klasse 2011-12             | Grégory Dufer 6' Dimitri Daeseleire 27' Giel Deferm 50' Reza Ghoochannejhad (pen.) 55' Davino Verhulst 85'                                                                  |       | 34' Maxime Annys 53' Christophe Diandy 69' Frederik Boi 75' Karel Geraerts                                                                                           | Opstelling Sint-Truiden: Davino Verhulst, Ludovic Buysens, Dimitri Daeseleire, Vincent Euvrard, Alessandro Iandoli, Koen Daerden, Peter Delorge, Grégory Dufer, Wim Mennes, Reza Ghoochannejhad, Rubin Okotie Wissels Sint-Truiden: 46' Ludovic Buysens Giel Deferm 80' Dimitri Daeseleire Nils Schouterden 81' Rubin Okotie Christophe Bertjens                      |
| | |       | | |
| Zaterdag 3 december 2011, 20:00 uur                                                                                        | Sint-Truiden | 2 - 3 | RAEC Bergen | |
| Stayen, Sint-Truiden Toeschouwers: 7.500 Scheidsrechter: Peter Vervecken Speeldag 16 Eerste Klasse 2011-12                 | Peter Delorge (own) 29' Yannick Rymenants 60' Yannick Rymenants 62' Alessandro Iandoli 63'                                                                                  |       | 18' Jérémy Perbet 73' Jérémy Perbet | Opstelling Sint-Truiden: Davino Verhulst, Ludovic Buysens, Dimitri Daeseleire, Vincent Euvrard, Alessandro Iandoli, Christophe Bertjens, Peter Delorge, Grégory Dufer, Wim Mennes, Nils Schouterden, Reza Ghoochannejhad Wissels Sint-Truiden: 46' Dimitri Daeseleire Pierre-Yves Ngawa 53' Christophe Bertjens Yannick Rymenants 80' Nils Schouterden Ondřej Smetana |
| | |       | | |
| Zondag 11 december 2011, 18:00 uur                                                                                         | Club Brugge | 1 - 0 | Sint-Truiden | |
| Jan Breydelstadion, Brugge Toeschouwers: 23.583 Scheidsrechter: Jean-Baptist Bultynck Speeldag 17 Eerste Klasse 2011-12    | Tom Høgli 38' Björn Vleminckx 56' Víctor Vázquez 60' |       | 10' Nils Schouterden 27' Koen Daerden 77' Vincent Euvrard | Opstelling Sint-Truiden: Davino Verhulst, Ludovic Buysens, Vincent Euvrard, Alessandro Iandoli, Sascha Kotysch, Koen Daerden, Giel Deferm, Peter Delorge, Nils Schouterden, Reza Ghoochannejhad, Rubin Okotie Wissels Sint-Truiden: 45' Rubin Okotie Christophe Bertjens 72' Nils Schouterden Yannick Rymenants 80' Giel Deferm Wim Mennes                            |
| | |       | | |
| Zaterdag 17 december 2011, 20:00 uur                                                                                       | Sint-Truiden | 0 - 0 | KV Mechelen | |
| Stayen, Sint-Truiden Toeschouwers: 8.123 Scheidsrechter: Christof Dierick Speeldag 18 Eerste Klasse 2011-12                | Wim Mennes 74' |       | 60' David Destorme 72' Boris Pandža | Opstelling Sint-Truiden: Davino Verhulst, Ludovic Buysens, Vincent Euvrard, Alessandro Iandoli, Sascha Kotysch, Koen Daerden, Giel Deferm, Peter Delorge, Grégory Dufer, Wim Mennes, Reza Ghoochannejhad Wissels Sint-Truiden: 71' Giel Deferm Yannick Rymenants |
| | |       | | |
| Maandag 26 december 2011, 20:30 uur                                                                                        | KSC Lokeren | 0 - 0 | Sint-Truiden | |
| Daknamstadion, Lokeren Toeschouwers: 3.939 Scheidsrechter: Jimmy Verhe Speeldag 19 Eerste Klasse 2011-12                   | Koen Persoons 40' Jérémy Taravel 80' |       | 71' Sascha Kotysch | Opstelling Sint-Truiden: Davino Verhulst, Ludovic Buysens, Dimitri Daeseleire, Vincent Euvrard, Alessandro Iandoli, Sascha Kotysch, Koen Daerden, Giel Deferm, Peter Delorge, Grégory Dufer, Nils Schouterden Wissels Sint-Truiden: 89' Dimitri Daeseleire Yannick Rymenants                                                                                          |
| | |       | | |
| Zaterdag 14 januari 2012, 20:00 uur                                                                                        | Sint-Truiden | 0 - 0 | KV Kortrijk | |
| Stayen, Sint-Truiden Toeschouwers: 6.974 Scheidsrechter: Christophe Delacour Speeldag 20 Eerste Klasse 2011-12             | Peter Delorge 40' |       | | Opstelling Sint-Truiden: Davino Verhulst, Ludovic Buysens, Dimitri Daeseleire, Vincent Euvrard, Alessandro Iandoli, Sascha Kotysch, Koen Daerden, Peter Delorge, Grégory Dufer, Wim Mennes, Nils Schouterden Wissels Sint-Truiden: 75' Nils Schouterden Dolly Menga 83' Dimitri Daeseleire Yannick Rymenants 89' Wim Mennes Rob Schoofs                               |
| | |       | | |
| Vrijdag 20 januari 2012, 20:30 uur                                                                                         | KRC Genk | 2 - 1 | Sint-Truiden | |
| Cristal Arena, Genk Toeschouwers: 23.659 Scheidsrechter: Alexandre Boucaut Speeldag 21 Eerste Klasse 2011-12               | Elyaniv Barda (pen.) 52' Christian Benteke 54' László Köteles 90' |       | 22' Peter Delorge 29' Pierre-Yves Ngawa 51' Sascha Kotysch 52' Koen Daerden                                                                                          | Opstelling Sint-Truiden: Davino Verhulst, Dimitri Daeseleire, Vincent Euvrard, Alessandro Iandoli, Sascha Kotysch, Pierre-Yves Ngawa, Koen Daerden, Peter Delorge, Grégory Dufer, Wim Mennes, Nils Schouterden Wissels Sint-Truiden: 57' Dimitri Daeseleire Kevin Taelemans 64' Wim Mennes Dolly Menga 83' Nils Schouterden Rob Schoofs                               |
| | |       | | |
| Woensdag 25 januari 2012, 20:30 uur                                                                                        | Sint-Truiden | 0 - 3 | KVC Westerlo | |
| Stayen, Sint-Truiden Toeschouwers: 8.504 Scheidsrechter: Reinold Wiedemeijer (Nederland) Speeldag 22 Eerste Klasse 2011-12 | Sascha Kotysch 47' Wim Mennes 56' Dolly Menga 81' |       | 21' Jeroen Vanthournout 30' Wouter Corstjens 48' (pen.) Bart Goor 69' Lens Annab                                                                                     | Opstelling Sint-Truiden: Davino Verhulst, Dimitri Daeseleire, Vincent Euvrard, Alessandro Iandoli, Sascha Kotysch, Pierre-Yves Ngawa, Peter Delorge, Grégory Dufer, Wim Mennes, Nils Schouterden, Rubin Okotie Wissels Sint-Truiden: 42' Pierre-Yves Ngawa Ludovic Buysens 53' Dimitri Daeseleire Dolly Menga 71' Nils Schouterden Grégory Christ                     |
| | |       | | |
| Zaterdag 28 januari 2012, 20:00 uur                                                                                        | AA Gent | 6 - 0 | Sint-Truiden | |
| Jules Ottenstadion, Gent Toeschouwers: 10.249 Scheidsrechter: Jérôme Efong Nzolo Speeldag 23 Eerste Klasse 2011-12         | Rémi Maréval 6' Ilombe Mboyo 16' Juan Alberto Andreu Alvarado 24' Yaya Soumahoro 36' Mamoutou N'Diaye 62' Ilombe Mboyo 65' Jesper Jørgensen 90'                             |       | 43' Wim Mennes | Opstelling Sint-Truiden: Davino Verhulst, Ludovic Buysens, Dimitri Daeseleire, Vincent Euvrard, Alessandro Iandoli, Koen Daerden, Giel Deferm, Grégory Dufer, Wim Mennes, Nils Schouterden, Dolly Menga Wissels Sint-Truiden: 46' Grégory Dufer Grégory Christ 81' Wim Mennes Yannick Rymenants 88' Dolly Menga Rob Schoofs                                           |
| | |       | | |
| Zaterdag 4 februari 2012, 20:00 uur                                                                                        | Sint-Truiden | 0 - 1 | Cercle Brugge | |
| Stayen, Sint-Truiden Toeschouwers: 6.194 Scheidsrechter: Christof Virant Speeldag 24 Eerste Klasse 2011-12                 | Vincent Euvrard 22' Grégory Christ 64' |       | 29' Gregory Mertens 35' Igor Vetokele 80' Jo Coppens | Opstelling Sint-Truiden: Davino Verhulst, Ludovic Buysens, Dimitri Daeseleire, Vincent Euvrard, Alessandro Iandoli, Pierre-Yves Ngawa, Thomas Chatelle, Koen Daerden, Wim Mennes, Nils Schouterden, Giuseppe Rossini Wissels Sint-Truiden: 46' Wim Mennes Grégory Christ 66' Pierre-Yves Ngawa Dolly Menga 74' Thomas Chatelle Rob Schoofs                            |
| | |       | | |
| Zaterdag 11 februari 2012, 20:00 uur                                                                                       | Beerschot AC | 3 - 2 | Sint-Truiden | |
| Olympisch Stadion, Antwerpen Toeschouwers: 7.585 Scheidsrechter: Jonathan Lardot Speeldag 25 Eerste Klasse 2011-12         | Roy Dayan 49' Tomislav Mikulić 55' Roy Dayan 62' Alpaslan Öztürk 68' |       | 28' Giuseppe Rossini 54' Koen Daerden 67' Koen Daerden 77' Grégory Christ 85' Grégory Dufer                                                                          | Opstelling Sint-Truiden: Davino Verhulst, Ludovic Buysens, Vincent Euvrard, Alessandro Iandoli, Pierre-Yves Ngawa, Thomas Chatelle, Koen Daerden, Giel Deferm, Wim Mennes, Dolly Menga, Giuseppe Rossini Wissels Sint-Truiden: 65' Giel Deferm Grégory Dufer 75' Ludovic Buysens Grégory Christ 82' Thomas Chatelle Nils Schouterden                                  |
| | |       | | |
| Zaterdag 18 februari 2012, 20:00 uur                                                                                       | Sint-Truiden | 1 - 1 | SK Lierse | |
| Stayen, Sint-Truiden Toeschouwers: 8.066 Scheidsrechter: Alexandre Boucaut Speeldag 26 Eerste Klasse 2011-12               | Vincent Euvrard 10' Wim Mennes 45' Dimitri Daeseleire 51' Dolly Menga 87'                                                                                                   |       | 49' Miloš Marić | Opstelling Sint-Truiden: Davino Verhulst, Ludovic Buysens, Dimitri Daeseleire, Vincent Euvrard, Sascha Kotysch, Giel Deferm, Grégory Dufer, Wim Mennes, Nils Schouterden, Dolly Menga, Giuseppe Rossini Wissels Sint-Truiden: 54' Grégory Dufer Grégory Christ 78' Sascha Kotysch Yannick Rymenants                                                                   |
| | |       | | |
| Zondag 26 februari 2012, 14:30 uur                                                                                         | Standard Luik | 0 - 0 | Sint-Truiden | |
| Maurice Dufrasnestadion, Luik Toeschouwers: 25.000 Scheidsrechter: Claude Bourdouxhe Speeldag 27 Eerste Klasse 2011-12     | Antonio Kanu 31' Karim Belhocine 82' Felipe Trevizan Martins 88' |       | 24' Dimitri Daeseleire 81' Grégory Christ | Opstelling Sint-Truiden: Davino Verhulst, Ludovic Buysens, Dimitri Daeseleire, Vincent Euvrard, Alessandro Iandoli, Grégory Christ, Giel Deferm, Wim Mennes, Nils Schouterden, Dolly Menga, Giuseppe Rossini Wissels Sint-Truiden: 66' Nils Schouterden Thomas Chatelle 75' Dolly Menga Reza Ghoochannejhad 83' Giuseppe Rossini Sascha Kotysch                       |
| | |       | | |
| Zaterdag 3 maart 2012, 20:00 uur                                                                                           | Sint-Truiden | 1 - 0 | SV Zulte Waregem | |
| Stayen, Sint-Truiden Toeschouwers: 6.749 Scheidsrechter: Sébastien Delferière Speeldag 28 Eerste Klasse 2011-12            | Grégory Christ 24' Dolly Menga 37' Reza Ghoochannejhad 86' Davino Verhulst 89'                                                                                              |       | 45' Miguel Dachelet 62' Ólafur Ingi Skúlason 87' Steve Colpaert 90' Chahir Belghazouani                                                                              | Opstelling Sint-Truiden: Davino Verhulst, Ludovic Buysens, Dimitri Daeseleire, Vincent Euvrard, Alessandro Iandoli, Thomas Chatelle, Grégory Christ, Giel Deferm, Wim Mennes, Nils Schouterden, Dolly Menga Wissels Sint-Truiden: 70' Thomas Chatelle Reza Ghoochannejhad 83' Dolly Menga Peter Delorge 90' Nils Schouterden Sascha Kotysch                           |
| | |       | | |
| Zondag 18 maart 2012, 14:30 uur                                                                                            | Sint-Truiden | 2 - 2 | RSC Anderlecht | |
| Stayen, Sint-Truiden Toeschouwers: 9.296 Scheidsrechter: Sam Loeman Speeldag 29 Eerste Klasse 2011-12                      | Reza Ghoochannejhad (pen.) 5' Giel Deferm 19' Vincent Euvrard 69' |       | 17' Milan Jovanović 32' Lucas Biglia 80' Mulota Patou Kabangu 90+2' Mulota Patou Kabangu                                                                             | Opstelling Sint-Truiden: Davino Verhulst, Ludovic Buysens, Dimitri Daeseleire, Vincent Euvrard, Alessandro Iandoli, Grégory Christ, Giel Deferm, Peter Delorge, Wim Mennes, Reza Ghoochannejhad, Giuseppe Rossini Wissels Sint-Truiden: 75' Giel Deferm Koen Daerden 79' Peter Delorge Sascha Kotysch 88' Giuseppe Rossini Dolly Menga                                |
| | |       | | |
| Woensdag 21 maart 2012, 20:30 uur                                                                                          | Oud-Heverlee Leuven | 3 - 1 | Sint-Truiden | |
| Den Dreef, Leuven Toeschouwers: 7.266 Scheidsrechter: Gerd Bylois Speeldag 30 Eerste Klasse 2011-12                        | Frederik Boi 39' Thomas Azevedo 86' Loris Brogno 89' |       | 32' Reza Ghoochannejhad 33' Vincent Euvrard 53' Sascha Kotysch 70' Giuseppe Rossini                                                                                  | Opstelling Sint-Truiden: Davino Verhulst, Dimitri Daeseleire, Vincent Euvrard, Alessandro Iandoli, Sascha Kotysch, Grégory Christ, Giel Deferm, Peter Delorge, Wim Mennes, Reza Ghoochannejhad, Giuseppe Rossini Wissels Sint-Truiden: 46' Giel Deferm Wim Mennes 46' Koen Daerden Thomas Chatelle 79' Sascha Kotysch Dolly Menga                                     |

#### Resultaten per speeldag
| Speeldag  | 1  | 2  | 3  | 4  | 5  | 6  | 7  | 8  | 9  | 10 | 11 | 12 | 13 | 14 | 15 | 16 | 17 | 18 | 19 | 20 | 21 | 22 | 23 | 24 | 25 | 26 | 27 | 28 | 29 | 30 |
| --------- | -- | -- | -- | -- | -- | -- | -- | -- | -- | -- | -- | -- | -- | -- | -- | -- | -- | -- | -- | -- | -- | -- | -- | -- | -- | -- | -- | -- | -- | -- |
| Resultaat | v  | g  | v  | v  | v  | v  | v  | v  | g  | v  | w  | g  | g  | v  | w  | v  | v  | g  | g  | g  | v  | v  | v  | v  | v  | g  | g  | w  | g  | v  |
| Punten    | 0  | 1  | 1  | 1  | 1  | 1  | 1  | 1  | 2  | 2  | 5  | 6  | 7  | 7  | 10 | 10 | 10 | 11 | 12 | 13 | 13 | 13 | 13 | 13 | 13 | 14 | 15 | 18 | 19 | 19 |
| Positie   | 12 | 12 | 14 | 15 | 15 | 16 | 16 | 16 | 16 | 16 | 16 | 16 | 16 | 16 | 16 | 16 | 16 | 16 | 16 | 16 | 16 | 16 | 16 | 16 | 16 | 16 | 16 | 15 | 16 | 16 |

#### Eindstand
| Pl. | Club                | Gesp. | W  | G  | V  | GV | GT | Ptn. | Kwalificatie of degradatie |
| --- | ------------------- | ----- | -- | -- | -- | -- | -- | ---- | -------------------------- |
| 1   | RSC Anderlecht      | 30    | 20 | 7  | 3  | 61 | 26 | 67   | Play-off I                 |
| 2   | Club Brugge         | 30    | 19 | 4  | 7  | 51 | 32 | 61   | Play-off I                 |
| 3   | AA Gent             | 30    | 17 | 5  | 8  | 63 | 35 | 56   | Play-off I                 |
| 4   | Standard Luik       | 30    | 14 | 9  | 7  | 43 | 33 | 51   | Play-off I                 |
| 5   | KRC Genk            | 30    | 13 | 7  | 10 | 60 | 44 | 46   | Play-off I                 |
| 6   | KV Kortrijk         | 30    | 13 | 7  | 10 | 39 | 36 | 46   | Play-off I                 |
| 7   | Cercle Brugge       | 30    | 13 | 7  | 10 | 36 | 37 | 46   | Play-off II                |
| 8   | KSC Lokeren         | 30    | 11 | 11 | 8  | 48 | 40 | 44   | Play-off II                |
| 9   | KV Mechelen         | 30    | 10 | 7  | 13 | 40 | 50 | 37   | Play-off II                |
| 10  | RAEC Bergen         | 30    | 9  | 9  | 12 | 50 | 55 | 36   | Play-off II                |
| 11  | Beerschot AC        | 30    | 9  | 9  | 12 | 45 | 51 | 36   | Play-off II                |
| 12  | SK Lierse           | 30    | 6  | 13 | 11 | 24 | 36 | 31   | Play-off II                |
| 13  | SV Zulte Waregem    | 30    | 6  | 12 | 12 | 32 | 38 | 30   | Play-off II                |
| 14  | Oud-Heverlee Leuven | 30    | 7  | 8  | 15 | 38 | 58 | 29   | Play-off II                |
| 15  | KVC Westerlo        | 30    | 5  | 5  | 20 | 29 | 59 | 20   | Play-off III               |
| 16  | Sint-Truiden        | 30    | 3  | 10 | 17 | 32 | 61 | 19   | Play-off III               |

### Play-off III

#### Wedstrijden
| | |       | | |
| Zaterdag 31 maart 2012, 20:00 uur | KVC Westerlo | 3 - 2 | Sint-Truiden | |
| 't Kuipje, Westerlo Toeschouwers: 5.000 Scheidsrechter: Alexandre Boucaut Speeldag 1 Play-off III Opmerking: omdat KVC Westerlo voor Sint-Truiden eindigde in de reguliere competitie, mocht het met drie punten voorsprong starten aan play-off III. | Evariste Ngolok 37' Evariste Ngolok 48' Ibrahima Sidibe 60' Glenn Verbauwhede 65' Bart Goor (pen.) 75' Rachid Farssi 80' Steven De Petter 90+3' |       | 28' Peter Delorge 34' Grégory Christ 79' (pen.) Giuseppe Rossini 90+1' Grégory Christ                                  | Opstelling Sint-Truiden: Davino Verhulst, Ludovic Buysens, Dimitri Daeseleire, Vincent Euvrard, Alessandro Iandoli, Yannick Rymenants, Thomas Chatelle, Grégory Christ, Peter Delorge, Wim Mennes, Giuseppe Rossini Wissels Sint-Truiden: 23' Wim Mennes Koen Daerden 43' Ludovic Buysens Sascha Kotysch 62' Yannick Rymenants Dolly Menga             |
| | |       | | |
| Zaterdag 7 april 2012, 20:00 uur | Sint-Truiden | 3 - 1 | KVC Westerlo | |
| Stayen, Sint-Truiden Toeschouwers: 7.673 Scheidsrechter: Christof Dierick Speeldag 2 Play-off III | Sascha Kotysch 17' Koen Daerden 19' Grégory Dufer 56' Grégory Dufer 66' Vincent Euvrard 84' Koen Daerden 88' Vincent Euvrard 89'                |       | 3' Steven De Petter 30' Glenn Verbauwhede 84' (pen.) Bart Goor                                                         | Opstelling Sint-Truiden: Davino Verhulst, Dimitri Daeseleire, Vincent Euvrard, Alessandro Iandoli, Sascha Kotysch, Thomas Chatelle, Koen Daerden, Peter Delorge, Grégory Dufer, Nils Schouterden, Dolly Menga Wissels Sint-Truiden: 46' Dimitri Daeseleire Pierre-Yves Ngawa 85' Nils Schouterden Rob Schoofs 89' Grégory Dufer Kevin Taelemans        |
| | |       | | |
| Vrijdag 13 april 2012, 20:30 uur | KVC Westerlo | 4 - 0 | Sint-Truiden | |
| 't Kuipje, Westerlo Toeschouwers: 6.500 Scheidsrechter: Claude Bourdouxhe Speeldag 3 Play-off III | Ibrahima Sidibe 27' Ibrahima Sidibe 63' Reynaldo dos Santos Silva 76' Reynaldo dos Santos Silva 82'                                             |       | 38' Wim Mennes | Opstelling Sint-Truiden: Davino Verhulst, Ludovic Buysens, Dimitri Daeseleire, Alessandro Iandoli, Sascha Kotysch, Thomas Chatelle, Peter Delorge, Grégory Dufer, Wim Mennes, Nils Schouterden, Dolly Menga Wissels Sint-Truiden: 46' Wim Mennes Grégory Christ 53' Thomas Chatelle Giuseppe Rossini 78' Dimitri Daeseleire Pierre-Yves Ngawa          |
| | |       | | |
| Zaterdag 21 april 2012, 20:00 uur | Sint-Truiden | 1 - 4 | KVC Westerlo | |
| Stayen, Sint-Truiden Toeschouwers: 7.386 Scheidsrechter: Jérôme Efong Nzolo Speeldag 4 Play-off III | Alessandro Iandoli 6' Davino Verhulst 31' Nils Schouterden 36' Sascha Kotysch 86'                                                               |       | 3' Ibrahima Sidibe 9' Arnaud De Greef 43' Reynaldo dos Santos Silva 69' Steven De Petter 74' Reynaldo dos Santos Silva | Opstelling Sint-Truiden: Davino Verhulst, Vincent Euvrard, Alessandro Iandoli, Sascha Kotysch, Pierre-Yves Ngawa, Thomas Chatelle, Koen Daerden, Peter Delorge, Grégory Dufer, Nils Schouterden, Dolly Menga Wissels Sint-Truiden: 46' Pierre-Yves Ngawa Giuseppe Rossini 64' Dolly Menga Reza Ghoochannejhad 78' Dimitri Daeseleire Pierre-Yves Ngawa |

#### Resultaten per speeldag
| Speeldag  | 1 | 2 | 3 | 4 |
| --------- | - | - | - | - |
| Resultaat | v | w | v | v |
| Punten    | 0 | 3 | 3 | 3 |
| Positie   | 2 | 2 | 2 | 2 |

#### Eindstand
| Pl. | Club         | Gesp. | W | G | V | GV | GT | Ptn. | Kwalificatie of degradatie    |
| --- | ------------ | ----- | - | - | - | -- | -- | ---- | ----------------------------- |
| 1   | KVC Westerlo | 4     | 3 | 0 | 1 | 12 | 6  | 12   | Eindronde voor degradatie     |
| 2   | Sint-Truiden | 4     | 1 | 0 | 3 | 6  | 12 | 3    | Degradatie naar Tweede Klasse |

## Beker van België
| | |       |                                                   | |
| Woensdag 21 september 2011, 20:30 uur                                                                                     | Sint-Truiden                                                                                               | 3 - 0 | Waasland-Beveren                                  | |
| Stayen, Sint-Truiden Toeschouwers: 4.852 Scheidsrechter: Jean-Baptist Bultynck 1/16de finales Beker van België 2011-12    | Wim Mennes 35' Reza Ghoochannejhad (pen.) 42' Nils Schouterden 44' Vincent Euvrard 45' Kevin Taelemans 52' |       | 41' Kassim Doumbia 43' Hervé Anselme Ndjana Onana | Opstelling Sint-Truiden: Bram Castro, Dimitri Daeseleire, Vincent Euvrard, Sascha Kotysch, Alessandro Iandoli, Giel Deferm, Grégory Christ, Wim Mennes, Reza Ghoochannejhad, Grégory Dufer, Nils Schouterden Wissels Sint-Truiden: 46' Giel Deferm Koen Daerden 81' Grégory Christ Jordan Garcia-Calvete 84' Dimitri Daeseleire Carlo Evertz                 |
| | |       |                                                   | |
| Woensdag 26 oktober 2011, 20:30 uur                                                                                       | KV Kortrijk                                                                                                | 1 - 0 | Sint-Truiden                                      | |
| Guldensporenstadion, Kortrijk Toeschouwers: 5.352 Scheidsrechter: Christof Virant 1/8ste finales Beker van België 2011-12 | Ernest Webnje Nfor 50' Landry Mulemo 65'                                                                   |       | 33' Jordan Garcia-Calvete 49' Wim Mennes          | Opstelling Sint-Truiden: Davino Verhulst, Pierre-Yves Ngawa, Vincent Euvrard, Ludovic Buysens, Alessandro Iandoli, Wim Mennes, Grégory Christ, Jordan Garcia-Calvete, Nils Schouterden, Koen Daerden, Reza Ghoochannejhad Wissels Sint-Truiden: 27' Grégory Christ Grégory Dufer 57' Nils Schouterden Christophe Bertjens 74' Pierre-Yves Ngawa Rubin Okotie |